# Szövetség utcai Kórház
A Szövetség utcai Kórház, korábbi nevén Poliklinika egy régi budapesti egészségügyi intézmény a Budapest VII. kerületében.

## Története
A kórház jogelődje 1882-ben létesült a Síp utca 7. szám alatt Budapesti Általános Rendelőintézetként. 1887-ben Budapesti Általános Poliklinikai Egyesület alakult az intézmény továbbfejlesztése céljából. A kórház előbb a Rákóczi út 21., majd a Hársfa utca 13–15. alá költözött át. 1898-ban 26 ágyas kórházi részleg nyílt, 1904–1905-ben pedig Korb Flóris tervei szerint felépült a telek Szövetség utcai oldalán az új, négyemeletes kórház. Megnyitásakor így ismertette a Független Magyarország című lap
[a Szövetség utcai telket] „1899-ben vett[ék] meg 140.000 koronáért, úgy hogy az egész épület 540.000 koronába került. Az épület négy emeletes, melyben az orvosi tudomány egyes szakmái szerint csoportosított betegek 14 külön osztályban nyernek orvoslást és minden osztály élén egy-egy főorvos áll, ki egyszersmind mint egyetemi magán-, illetőleg nyilvános rendkívüli tanár egyetemi előadását is itt tartja. A beiratkozó egyetemi hallgatók száma 400 körül forog. A betegek orvoslására szolgáló osztályok berendezése teljesen korszerű és minden kívánalmat kielégítő. A tudományos kutatások céljaira szolgál az épület egész 4-dik emeletét elfoglaló nagy laboratórium, melyben minden irányú orvostudományi vizsgálatokra megvan az alkalom és fölszerelés.”
Az épület az első világháború után rövid ideig a kolozsvári-, később a pozsonyi egyetemnek is helyet biztosított. Ezzel párhuzamosan a Hársfa utca részt 160 ágyassá bővítették. 1969-ben a Péterfy Sándor Utcai Kórház-Rendelőintézethez csatolták.

## Képtár

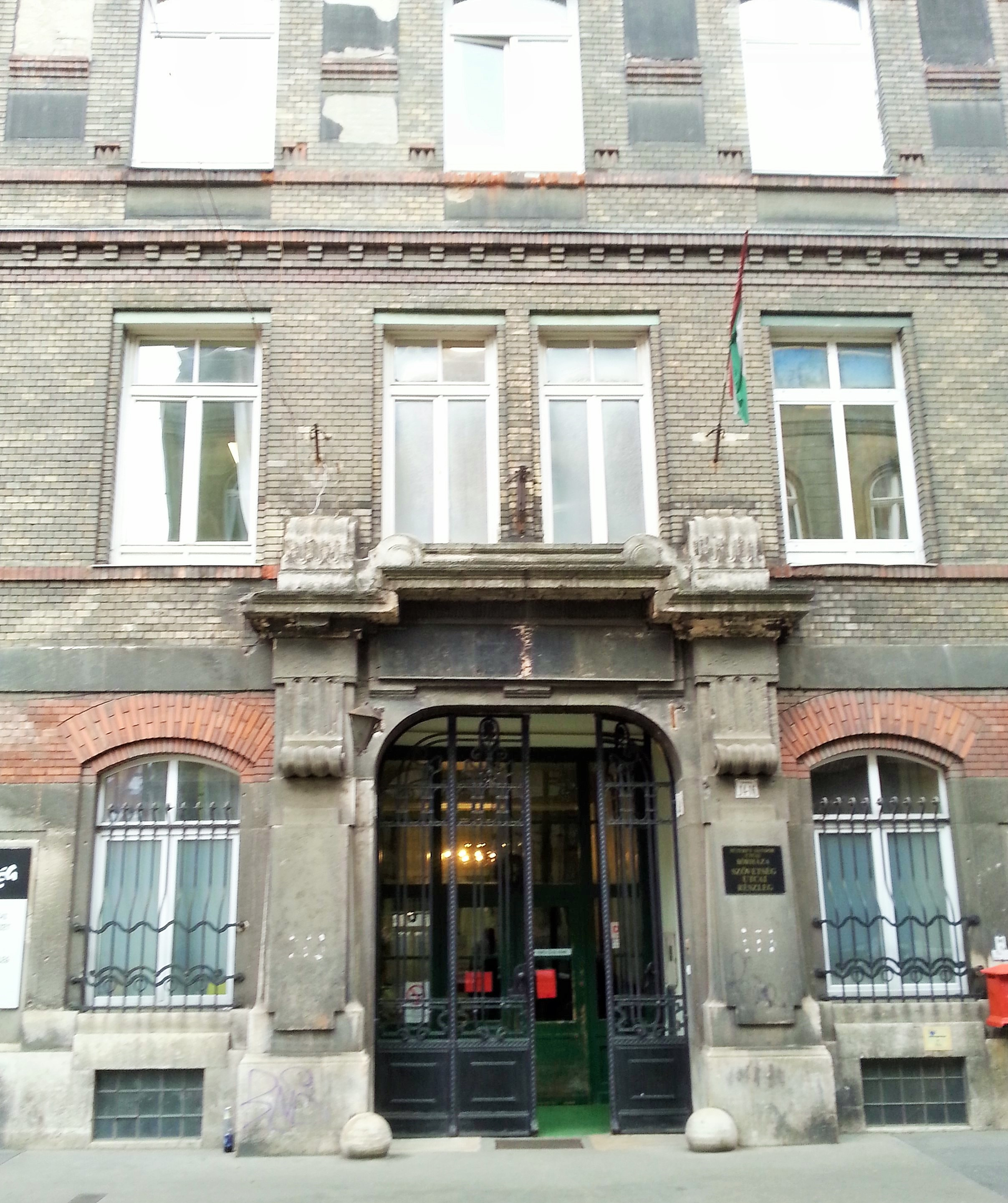
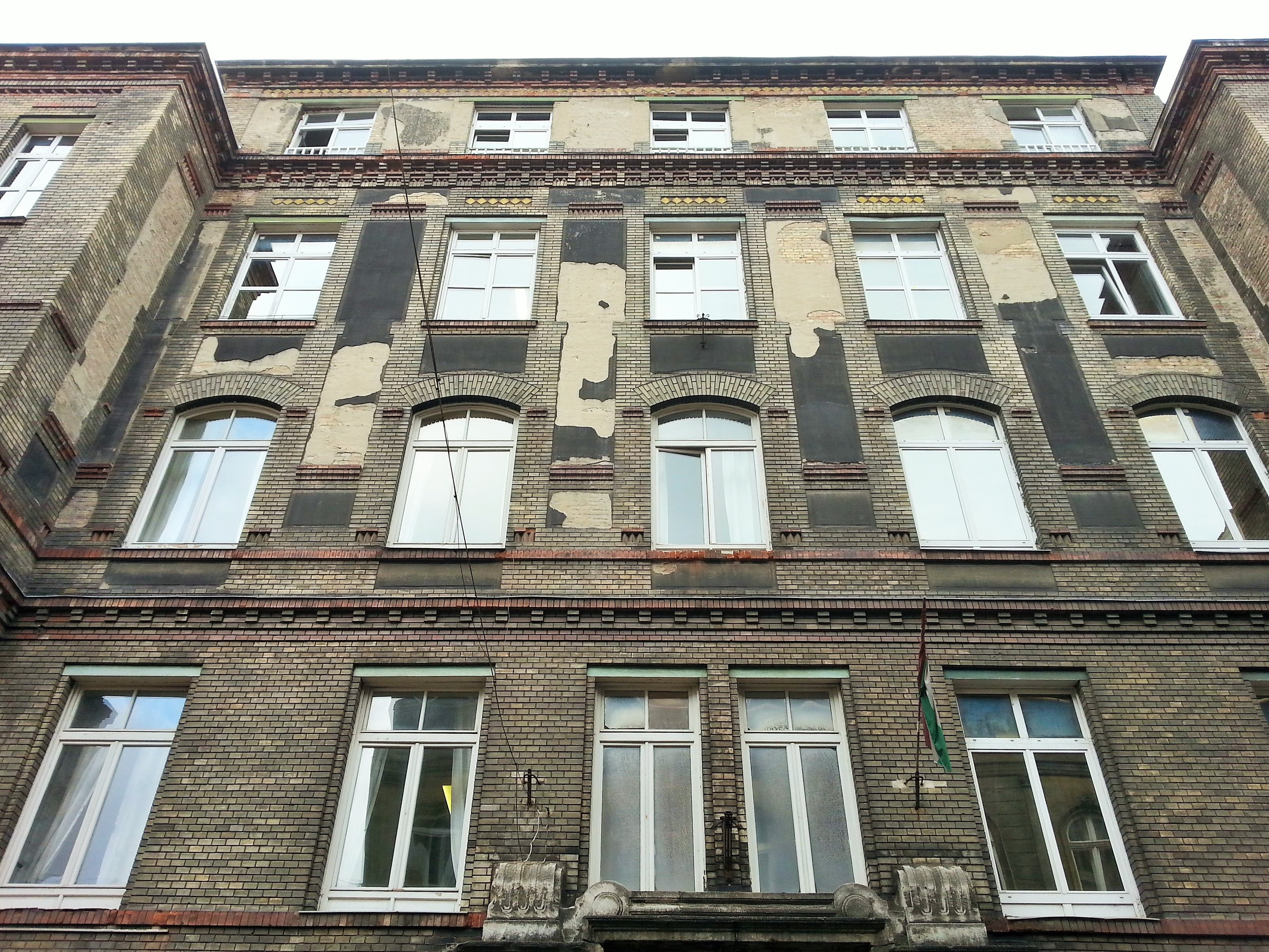
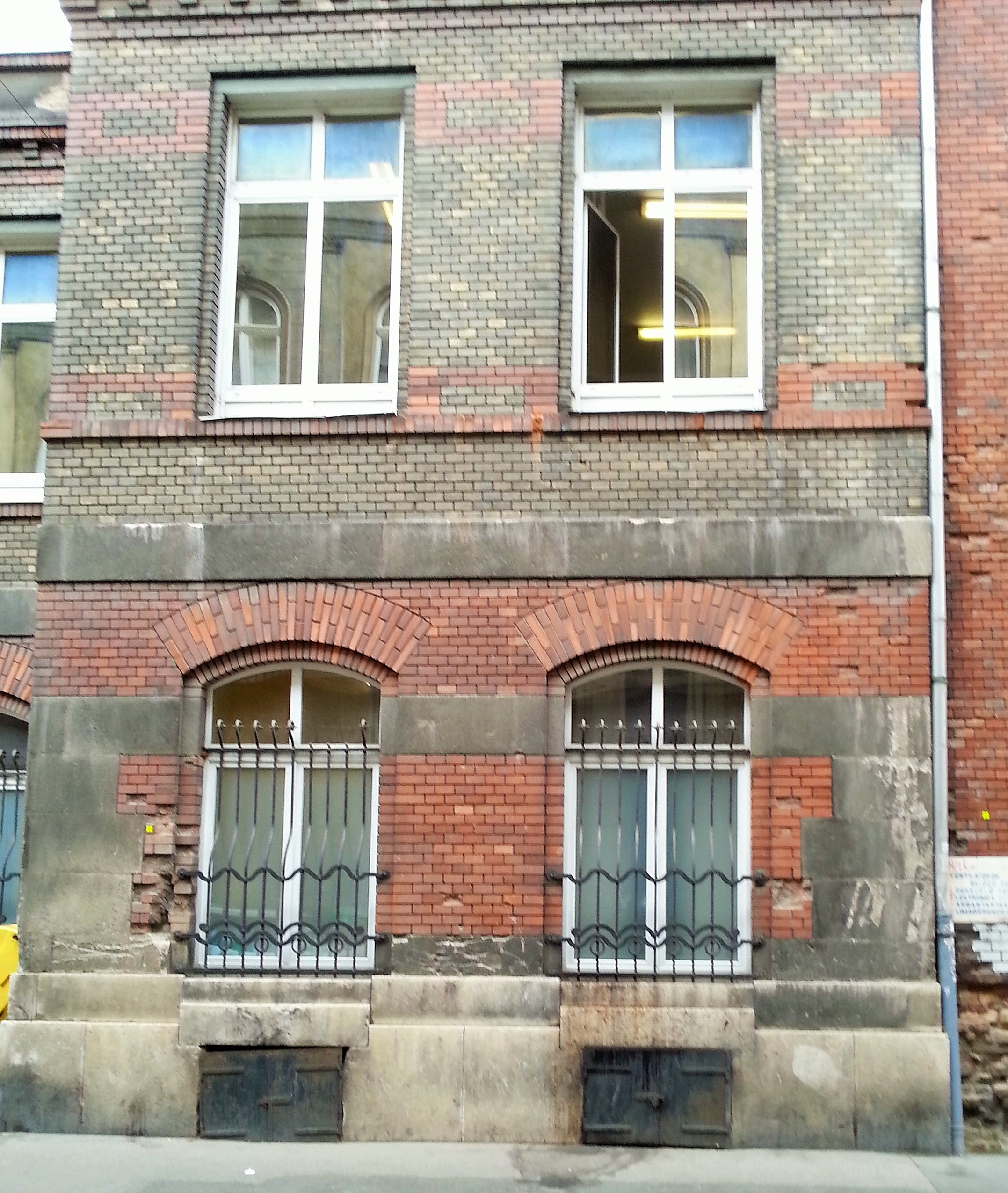
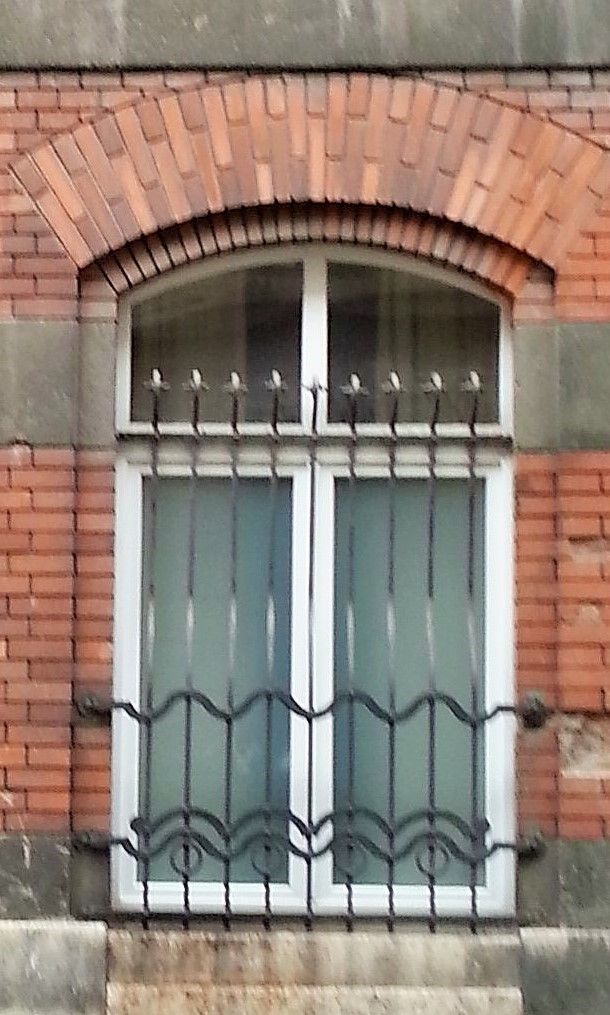
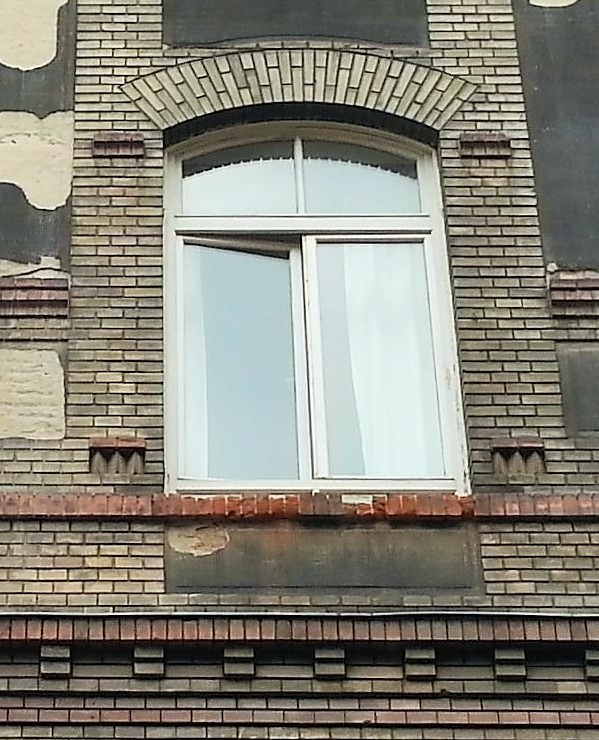